# Українське (Хмільницький район)
Украї́нське — село в Україні, у Хмільницькому районі Вінницької області. Населення становить 98 осіб.